# 53005 Antibes
53005 Antibes este o planetă minoră (asteroid) din centura de asteroizi. A fost descoperită pe 10 noiembrie 1998 la Caussols de OCA-DLR Asteroid Survey⁠(d). 
Obiectul prezintă o orbită caracterizată de o semiaxă mare de 2,2875175838347 UAi, o excentricitate de 0,17694089932203, o înclinație de 5,7159479442789 ° în raport cu ecliptica.